# Luigi Lojacono (pittore)
Luigi Lojacono (Palermo, 1810 – Palermo, 1880) è stato un pittore italiano.

## Biografia
Nato a Palermo nel 1810, inizialmente Luigi Lojacono ricevette una formazione di stampo neoclassico presso i pittori Giuseppe Patania e Salvatore Lo Forte. Con quest'ultimo ebbe modo di instaurare un rapporto di profonda amicizia oltre che di collaborazione professionale, al punto che Lo Forte in seguito divenne maestro, nonché padrino di battesimo, del figlio di Luigi Lojacono, quel Francesco Lojacono destinato a diventare uno dei più importanti paesaggisti dell'Ottocento siciliano.
In virtù della sua formazione pittorica, nei primi anni di carriera Lojacono si dedicò principalmente a dipinti di ambito religioso e alla ritrattistica.
Il fervore rivoluzionario dell'epoca e le spinte indipendentistiche dell'Italia finirono però con l'influenzare la sua pittura. La visita di Massimo d'Azeglio a Palermo nel 1848 e l'incontro con Filippo Palizzi due anni più tardi lo indussero infatti a spostarsi verso le istanze romantiche, dedicandosi in particolare alla rappresentazione di scene di battaglia piene di richiami patriottici e a quadri a sfondo storico.
Nel 1860, dopo lo sbarco dei Mille a Marsala, prese parte con i figli Francesco e Salvatore alla Spedizione dei Mille. A questa avventura dedicò varie opere, tra le quali Garibaldi a Gibilrossa (1862) e La Battaglia di Milazzo (1863). Quest'ultimo quadro venne premiato all'Esposizione Siciliana di Belle Arti con la medaglia d'argento.
Luigi Lojacono realizzò anche una serie di ritratti noti come la serie Uomini illustri conservati presso la biblioteca comunale di Casa Professa a Palermo.
Tra i suoi allievi ebbe, oltre al figlio Francesco, anche Antonino Leto, anch'egli divenuto in seguito uno dei più importanti paesaggisti siciliani del suo tempo.
Lojacono morì a Palermo nel 1880.

## Opere

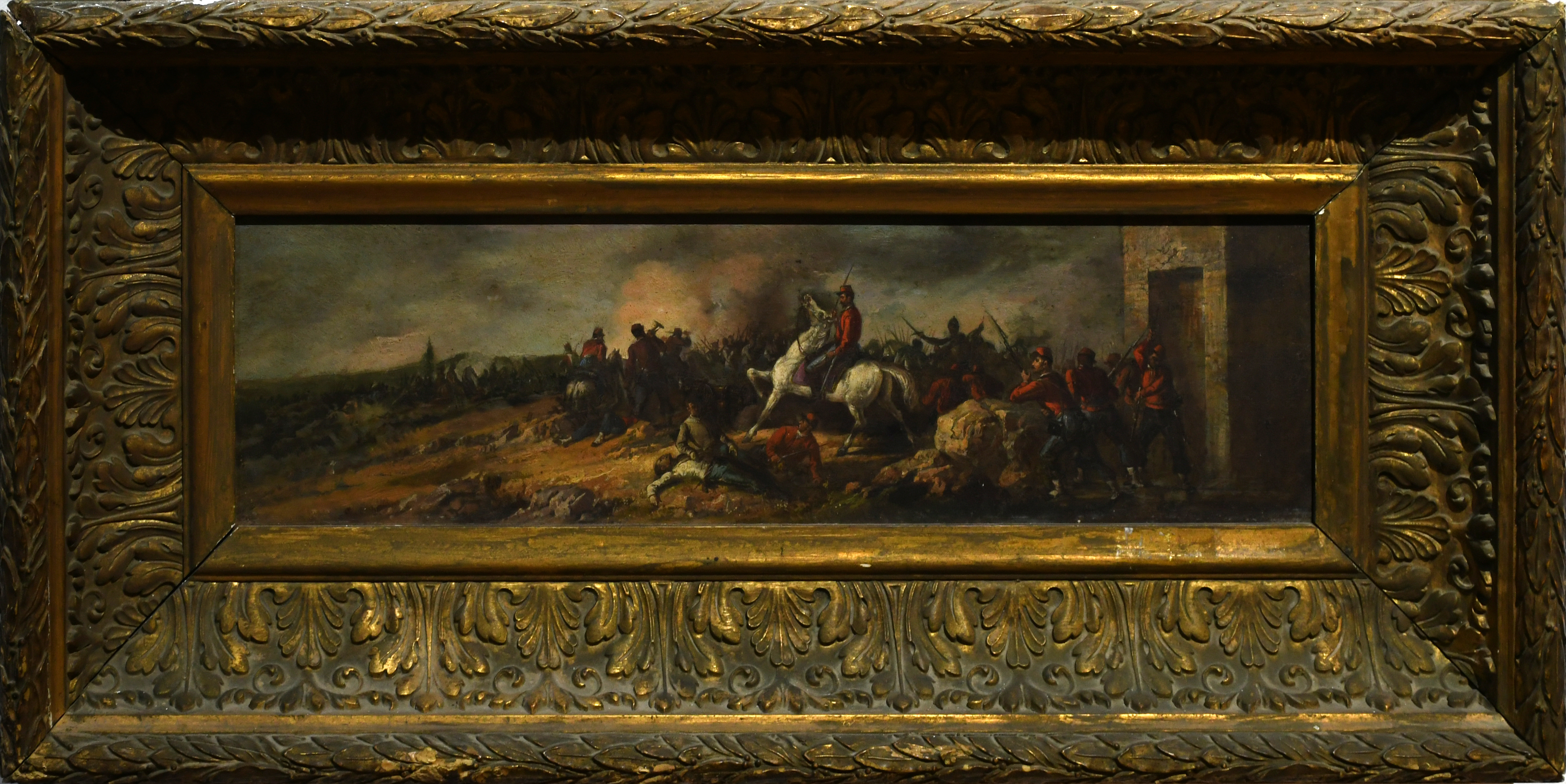
Battaglia di Giuseppe Garibaldi (1866)

Questa sezione contiene un elenco parziale delle opere di Luigi Lojacono.
- Garibaldi a Gibilrossa, 1862.
- La Battaglia di Milazzo, 1863.
- Bersaglieri e Briganti, 1864, Palermo, Galleria d'Arte Moderna.
- Battaglia di Giuseppe Garibaldi, 1866, Museo di Casa Professa.
- Ritratto della famiglia Cafisi Vella, 1874.
- I Vespri Siciliani.